# Helicoverpa guidellii
Helicoverpa guidellii är en fjärilsart som beskrevs av Constantini 1922. Helicoverpa guidellii ingår i släktet Helicoverpa och familjen nattflyn. Inga underarter finns listade i Catalogue of Life.